# Onze-Lieve-Vrouwehospitaal (Kortrijk)

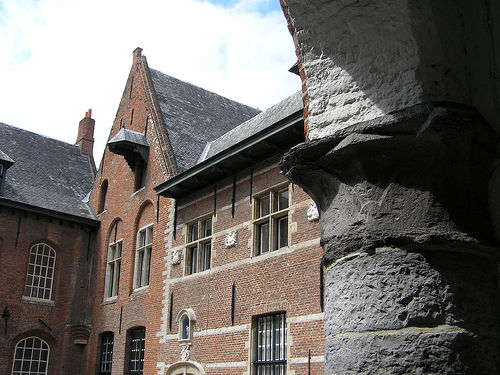
Historischer Teil des Hospitals Kortrijk

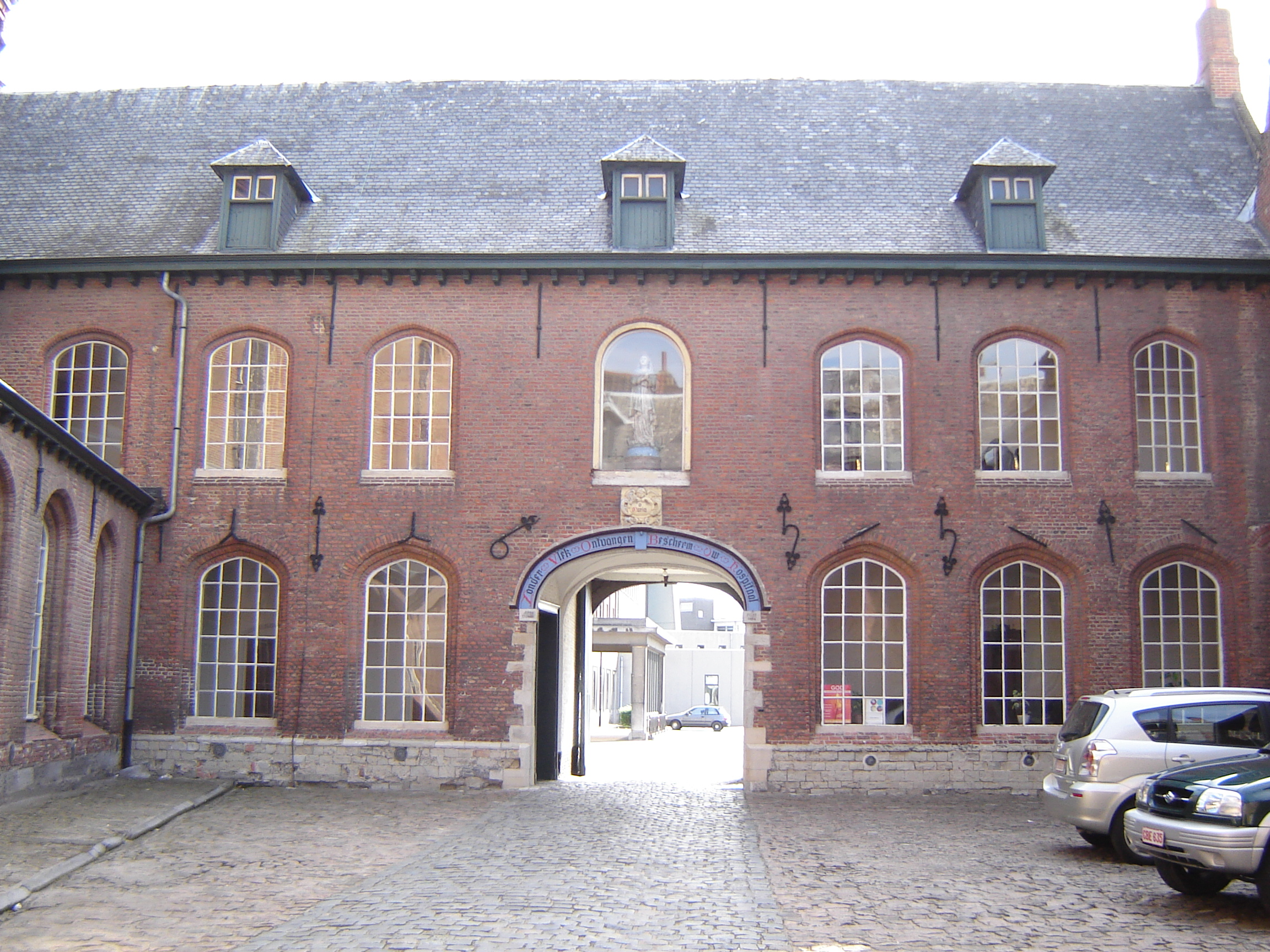
Innenhof

Das Onze-Lieve-Vrouwehospitaal (deutsch Liebfrauenhospital) war ein Katholisches Krankenhaus in der belgischen Stadt Kortrijk. Es befindet sich im Stadtteil Buda. 
Das Hospital wurde 1211 gegründet und war damit eines der ältesten von Belgien. Durch das gewaltige Tor, das mit der Jahresangabe 1658 datiert, gelangt man in den Innenhof. Dieser ist einer der besterhaltenen Orte aus dem 17. Jahrhundert von Kortrijk.
Im Juli 2021 wurden die Mittel zur Restaurierung des Klosters des Onze-Lieve-Vrouwehospitaals freigegeben.

## Geschichte
Ursprünglich war das Onze-Lieve-Vrouwehospitaal eine Herberge vor den Toren der Stadt. Nach dem Schließen der Stadttore konnten Gäste dort übernachten. Ab 1454 lag es innerhalb der Stadtmauern. Später war es ein Armenhaus.
2003 fusionierte das Onze-Lieve-Vrouwehospitaal mit drei anderen Einrichtungen zum AZ Groeninge. Das moderne Gebäude des Onze-Lieve-Vrouwehospitaals ist heute der Campus Reepkaai.